# Les Coves de Vinromà

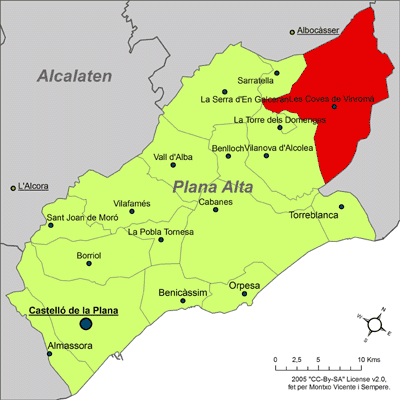
Położenie gminy na mapie comarki Plana Alta.

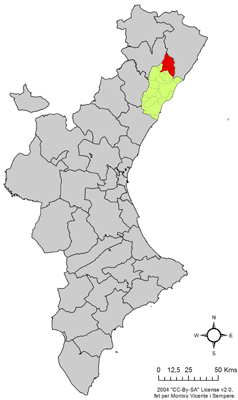
Położenie gminy na mapie Walencji.

Les Coves de Vinromà (hiszp. Cuevas de Vinromá) – gmina w Hiszpanii, we wspólnocie autonomicznej Walencja, w prowincji Castellón, w comarce Plana Alta.
Powierzchnia gminy wynosi 136,4 km². Zgodnie z danymi INE, w 2005 roku liczba ludności wynosiła 1857, a gęstość zaludnienia 13,61 osoby/km². Wysokość bezwzględna gminy równa jest 202 metry. Współrzędne geograficzne gminy to 40°18'35"N, 0°7'21"E. Kod pocztowy do gminy to 12185.
Obecnym burmistrzem gminy jest Leoncio Marin Agustina z Hiszpańskiej Partii Ludowej. Od 15 do 24 sierpnia w gminie odbywają się regionalne fiesty.

## Dzielnice ipedanías
W skład gminy wchodzi osiem dzielnic i pedanías, walencyjskich jednostek administracyjnych:
- El Molinet
- Els Terrers Blancs
- La Coloma
- Mas d'Abad
- Más de Carruano
- Mas d'En Ramona
- Mas d'En Rieres
- Mas dels Calduch

## Demografia
| 1990  | 1992  | 1994  | 1996  | 1998  | 2000  | 2002  | 2004  | 2005  |
| ----- | ----- | ----- | ----- | ----- | ----- | ----- | ----- | ----- |
| 2.012 | 1.903 | 1.854 | 1.857 | 1.866 | 1.810 | 1.860 | 1.877 | 1.857 |